# Alingsås község
Alingsås község (svédül: Alingsås kommun) Svédország 290 községének egyike. Västra Götaland megyében található.

## Települései
A községben 8 település található. A települések és népességük:
| Település      | Népesség | Megjegyzés         |
| -------------- | -------- | ------------------ |
| Alingsås       | 24482    | a község székhelye |
| Gräfsnäs       |          |                    |
| Hjälmared      |          |                    |
| Ingared        |          |                    |
| Norsesund      |          |                    |
| Sollebrunn     |          |                    |
| Stora Mellby   |          |                    |
| Västra Bodarna |          |                    |